# Die Vanbinnen
Die Vanbinnen (Engels: The One Inside) is een roman van de Amerikaanse auteur, toneelschrijver en acteur Sam Shepard. Het boek werd oorspronkelijk in het Engels gepubliceerd door Alfred Knopf Publishers, New York, in 2017. In 2020 publiceerde uitgeverij Nobelman de Nederlandse vertaling door Gerrit Brand.

## Geschiedenis
Die Vanbinnen is het één-na-laatste boek van Sam Shepard. Hij stierf op 27 juli 2017 aan de ziekte ALS. In 2018 verscheen – ook bij Alfred Knopf – postuum nog het boek Spy of the First Person, dat in 2019 in het Nederlands werd gepubliceerd door uitgeverij Nobelman het boek onder de naam Bespieder van de Eerste Persoon. Die Vanbinnen is het derde boek van Sam Shepard dat in het Nederlands vertaald werd. Het voorwoord werd geschreven door Shepards vriendin Patti Smith.

## Samenvatting
In Die Vanbinnen wordt een oude man wakker. Geteisterd door nachtmerries en omringd door het huilen van coyotes en het kreunen van populieren dwalen zijn gedachten af naar het verleden. De man denkt terug aan zijn vroege carrière waarin hij als jong acteur op een filmset staat. Hij denkt terug aan zijn vader, aan het feit dat hij ouder is geworden dan zijn vader en aan Felicity, de jonge vriendin van zijn vader, die hem, de ik-persoon in het boek, zijn maagdelijkheid ontnam. Ook denkt hij terug aan het Amerika van zijn jeugd, aan de landerijen, de voederplaatsen en aan zijn vader als piloot in de Tweede Wereldoorlog.

## Trivia
- Het voorwoord van Die Vanbinnen werd geschreven door Patti Smith, vriendin en ex-geliefde van Sam Shepard.
- Net als in veel toneelstukken van Shepard staat een moeizame vader-zoonrelatie centraal in het boek.
- Shepard schreef het boek nadat hij de diagnose ALS kreeg. Het boek wordt wel gezien als onderdeel van zijn testament.[4]